# The Best of Both Worlds (Van Halen)
The Best of Both Worlds è una doppia raccolta del gruppo musicale statunitense Van Halen, pubblicata il 20 luglio 2004 dalla Warner Bros. Records.
L'album venne lanciato in concomitanza del reunion tour insieme a Sammy Hagar, con cui la band ha registrato i tre inediti contenuti nella raccolta. Sono inoltre incluse diverse tracce con David Lee Roth alla voce, mentre è stato completamente omesso il materiale proveniente dall'ultimo album in studio, Van Halen III, quindi non compare nessun brano inciso con Gary Cherone.
La raccolta ha debuttato direttamente al terzo posto della Billboard 200, ed è stata seguita da un lungo tour estivo americano che ha riscosso ottimo successo di pubblico, ma durante il quale sono sorte nuove complicazioni personali tra la band e Hagar, che porteranno quest'ultimo a lasciare i Van Halen per la seconda e ultima volta nel 2005. Anche per il bassista Michael Anthony si tratterà dell'ultima collaborazione con il gruppo.

## Il disco
The Best of Both Worlds è la seconda raccolta pubblicata dai Van Halen dopo il Best Of - Volume I del 1996. L'album racchiude 36 tracce: 16 provenienti dai primi sei album registrati con David Lee Roth (1978–1984), 14 provenienti dai quattro album registrati con Sammy Hagar (1986–1995), più tre brani dal vivo estratti da Live: Right Here, Right Now (1993) e tre canzoni inedite registrate con Hagar.
Michael Anthony non suonò il basso nelle tre canzoni inedite, tuttavia registrò i cori e le parti vocali di accompagnamento. Nel periodo in cui tali brani vennero registrati, Anthony si trovava temporaneamente escluso dalla band, e si riunì a loro solo su richiesta esplicita di Sammy Hagar in occasione del seguente tour estivo. Eddie van Halen suonò il basso per le tre canzoni inedite.
Secondo quanto riportato da Anthony, il piano originale era quello di pubblicare un album che contenesse due CD: uno dedicato interamente a David Lee Roth, l'altro a Sammy Hagar. Tuttavia, i forti attriti che allora persistevano con Roth costrinsero la band a stabilire una tracklist mescolata, con brani di entrambi i cantanti che si alternavano per i due CD.

## Tracce

### CD1
1. Eruption – 1:43 (David Lee Roth, Eddie van Halen, Alex van Halen, Michael Anthony) – Van Halen, 1978
2. It's About Time – 4:15 (Sammy Hagar, E. van Halen, A. van Halen, Anthony) – Inedito
3. Up for Breakfast – 4:57 (Hagar, E. van Halen, A. van Halen, Anthony) – Inedito
4. Learning to See – 5:15 (Hagar, E. van Halen, A. van Halen, Anthony) – Inedito
5. Ain't Talkin' 'bout Love – 3:48 (Roth, E. van Halen, A. van Halen, Anthony) – Van Halen
6. Finish What Ya Started – 4:24 (Hagar, E. van Halen, A. van Halen, Anthony) – OU812, 1988
7. You Really Got Me – 2:38 (Ray Davies) – Van Halen
8. Dreams – 4:53 (Hagar, E. van Halen, A. van Halen, Anthony) – 5150, 1986
9. Hot for Teacher – 4:43 (Roth, E. van Halen, A. van Halen, Anthony) – 1984, 1984
10. Poundcake – 5:20 (Hagar, E. van Halen, A. van Halen, Anthony) – For Unlawful Carnal Knowledge, 1991
11. And the Cradle Will Rock... – 3:34 (Roth, E. van Halen, A. van Halen, Anthony) – Women and Children First, 1980
12. Black and Blue – 5:27 (Hagar, E. van Halen, A. van Halen, Anthony) – OU812
13. Jump – 4:04 (Roth, E. van Halen, A. van Halen, Anthony) – 1984
14. Top of the World – 3:54 (Hagar, E. van Halen, A. van Halen, Anthony) – For Unlawful Carnal Knowledge
15. Oh, Pretty Woman – 2:53 (William Dees, Roy Orbison) – Diver Down, 1982
16. Love Walks In – 5:11 (Hagar, E. van Halen, A. van Halen, Anthony) – 5150
17. Beautiful Girls – 3:57 (Roth, E. van Halen, A. van Halen, Anthony) – Van Halen II, 1979
18. Can't Stop Lovin' You – 4:08 (Hagar, E. van Halen, A. van Halen, Anthony) – Balance, 1995
19. Unchained – 3:29 (Roth, E. van Halen, A. van Halen, Anthony) – Fair Warning, 1981

### CD2
1. Panama – 3:32 (Roth, E. van Halen, A. van Halen, Anthony) – 1984
2. Best of Both Worlds – 4:49 (Hagar, E. van Halen, A. van Halen, Anthony) – 5150
3. Jamie's Cryin' – 3:30 (Roth, E. van Halen, A. van Halen, Anthony) – Van Halen
4. Runaround – 4:20 (Hagar, E. van Halen, A. van Halen, Anthony) – For Unlawful Carnal Knowledge
5. I'll Wait – 4:42 (Roth, E. van Halen, A. van Halen, Anthony, Michael McDonald) – 1984
6. Why Can't This Be Love – 3:48 (Hagar, E. van Halen, A. van Halen, Anthony) – 5150
7. Runnin' with the Devil – 3:36 (Roth, E. van Halen, A. van Halen, Anthony) – Van Halen
8. When It's Love – 5:38 (Hagar, E. van Halen, A. van Halen, Anthony) – OU812
9. Dancing in the Street – 3:45 (Marvin Gaye, Ivy Hunter, William Stevenson) – Diver Down
10. Strung Out/Not Enough* – 6:48 (Hagar, E. van Halen, A. van Halen, Anthony) – Balance
11. Feels So Good – 4:32 (Hagar, E. van Halen, A. van Halen, Anthony) – OU812
12. Right Now – 5:22 (Hagar, E. van Halen, A. van Halen, Anthony) – For Unlawful Carnal Knowledge
13. Everybody Wants Some!! – 5:10 (Roth, E. van Halen, A. van Halen, Anthony) – Women and Children First
14. Dance the Night Away – 3:10 (Roth, E. van Halen, A. van Halen, Anthony) – Van Halen II
15. Ain't Talkin' 'bout Love (Live) – 4:43 (Roth, E. van Halen, A. van Halen, Anthony) – Live: Right Here, Right Now, 1993
16. Panama (Live) – 6:39 (Roth, E. van Halen, A. van Halen, Anthony) – Live: Right Here, Right Now
17. Jump (Live) – 4:20 (Roth, E. van Halen, A. van Halen, Anthony) – Live: Right Here, Right Now

- La traccia 10 del CD2 include la strumentale Strung Out e Not Enough, anche se nell'album viene accreditata soltanto Not Enough. Le due canzoni appaiono come tracce individuali nell'album Balance.

## Formazione

### Gruppo
- Sammy Hagar – voce nelle tracce 2,3,4,6,8,10,12,14,16,18 del CD1 e nelle tracce 2,4,6,8,10,11,12,15,16,17 del CD2
- David Lee Roth – voce nelle tracce 1,5,7,9,11,13,15,17,19 del CD1 e nelle tracce 1,3,5,7,9,13,14 del CD2
- Eddie van Halen – chitarra, tastiere, cori, basso nelle tre tracce inedite
- Michael Anthony – basso, cori
- Alex van Halen – batteria, percussioni

### Altri musicisti
- Steve Lukather – cori nelle tre tracce inedite, in Top of the World e in Not Enough

### Produzione
- Van Halen – produzione
- Bill Malina – ingegneria del suono nelle tre tracce inedite
- Glen Ballard – mastering
- Stephen Marcussen – rimasterizzazione
- Sara Cumings, Jeri Heiden – direzione artistica
- Kevin Westenberg – fotografia

## Classifiche
| Classifica (2004) | Posizione massima |
| ----------------- | ----------------- |
| Australia         | 31                |
| Austria           | 33                |
| Canada            | 2                 |
| Danimarca         | 25                |
| Finlandia         | 4                 |
| Francia           | 27                |
| Germania          | 28                |
| Italia            | 34                |
| Norvegia          | 17                |
| Nuova Zelanda     | 9                 |
| Regno Unito       | 15                |
| Stati Uniti       | 3                 |
| Svezia            | 12                |
| Svizzera          | 55                |